# Raúl de la Torre
Raúl de la Torre (19. februar 1938 – 19. marts 2010) var en argentinsk filminstruktør, manuskriptforfatter og filmproducent bedst kendt for at lave tangofilm, som ofte havde seksuelt indhold.
I 1986 blev han nomineret til en Palme d'Or ved Cannes Film Festival for filmen Pobre Mariposa.